# Salih Korkmaz
Salih Korkmaz (ur. 1 stycznia 1997 w Malatyi) – turecki lekkoatleta specjalizujący się w chodzie sportowym, olimpijczyk.

## Przebieg kariery
W zawodach międzynarodowych zadebiutował w 2015 roku, m.in. występując w mistrzostwach Europy juniorów w Eskilstunie, na których zajął 19. pozycję w chodzie na 10 000 m. Rok później otrzymał brązowy medal mistrzostw świata juniorów w chodzie na 10 000 m. W 2017 był uczestnikiem mistrzostw świata, w ramach których brał udział w konkursie chodu na 20 km i nie zdołał go ukończyć. Na mistrzostwach Europy w tej samej konkurencji został zdyskwalifikowany. Chód na 20 km udało mu się ukończyć podczas mistrzostw świata w Dosze, gdzie osiągnął czas 1:27:35 plasujący go na 5. pozycji w tabeli wyników.
W 2021 wziął udział w igrzyskach olimpijskich w Tokio. W ich ramach wystąpił w konkurencji chodu na 20 km – zawodnikowi nie udało się dotrzeć do mety, tym samym był nieklasyfikowany.
Wielokrotny mistrz Turcji, tytuły zdobywał w latach 2015 i 2019-2021 w konkurencji chodu na 5000 m i 10 000 m oraz chodu na 20 km.

## Osiągnięcia
| Rok     | Zawody                                 | Miasto     | Miejsce | Konkurencja                 | Wynik    |
| ------- | -------------------------------------- | ---------- | ------- | --------------------------- | -------- |
| 2015    | Mistrzostwa Europy juniorów            | Eskilstuna | 19.     | chód na 10 000 m            | 44:25,06 |
| 2016    | Mistrzostwa świata juniorów            | Bydgoszcz  | 3.      | chód na 10 000 m            | 40:45,53 |
| 2017    | Mistrzostwa świata                     | Londyn     | DNF     | chód na 20 km               | N/A      |
| 2018    | Mistrzostwa Europy                     | Berlin     | DSQ     | chód na 20 km               | N/A      |
| 2019    | Młodzieżowe mistrzostwa Europy         | Gävle      | 2.      | chód na 20 km               | 1:21:32  |
| 2019    | Mistrzostwa świata                     | Doha       | 5.      | chód na 20 km               | 1:27:35  |
| 2021    | Igrzyska olimpijskie                   | Tokio      | DNF     | chód na 20 km               | N/A      |
| 2022    | Mistrzostwa Europy                     | Monachium  | 7.      | chód na 20 km               | 1:20:50  |
| 2023    | Uniwersjada                            | Chengdu    | 1.      | chód na 20 km               | 1:23:40  |
| 2023    | Mistrzostwa świata                     | Budapeszt  | 16.     | chód na 20 km               | 1:19:49  |
| 2024    | Drużynowe mistrzostwa świata w chodzie | Antalya    | 20.     | sztafeta mieszana w chodzie | 3:05:33  |
| 2024    | Mistrzostwa Europy                     | Rzym       | DNF     | chód na 20 km               | N/A      |
| 2024    | Igrzyska olimpijskie                   | Paryż      | 45.     | chód na 20 km               | 1:29:05  |
| 2025    | Drużynowe mistrzostwa Europy w chodzie | Podiebrady | 22.     | chód na 20 km               | 1:24:18  |
| Źródło: |                                        |            |         |                             |          |

## Rekordy życiowe
- chód na 5000 m – 19:10,3 (5 września 2023, Izmir)
- chód na 5 km – 19:14 (9 marca 2022, Wiedeń)
- chód na 10 000 m – 39:26,92 (5 września 2020, Stambuł)
- chód na 10 km – 39:11+ (6 marca 2021, Antalya)
- chód na 20 km – 1:18:42 (6 marca 2021, Antalya)

Halowe
- chód na 5000 m – 19:13,59 (11 stycznia 2020, Stambuł)

Źródło: 